# Edward Payson Hammond
Edward Payson Hammond, född 1831, död 1910. Amerikansk evangelist och sångförfattare, som på svenska finns representerad i flera psalmböcker från Sionstoner 1889 till  Den svenska psalmboken 1986 med originaltexten till ett verk (nr 139). 

## Psalmer
- Den stunden i Getsemane (1986 nr 139) skriven 1866 Finns på Wikisource.
- O Jesus, jag ej glömma kan (Segertoner 1960 nr 92) översatt till svenska av Albert M. Johansson och publicerad i Lilla psalmisten 1909